# Усть-Муни
Усть-Муни (рос. Усть-Муны) — село Майминського району, Республіка Алтай Росії. Входить до складу Усть-Мунинського сільського поселення.
Населення — 453 особи (2015 рік).